# IC 4591
IC 4591 — галактика типу RN+* () у сузір'ї Скорпіон.
Цей об'єкт міститься в оригінальній редакції індексного каталогу.